# 나카지마촌 (아이치현 헤키카이군)
나카지마촌(中島村)은 아이치현 헤키카이군에 설치되었던 촌이다. 현재의 오카자키시 남서부에 해당한다.